# Metanira

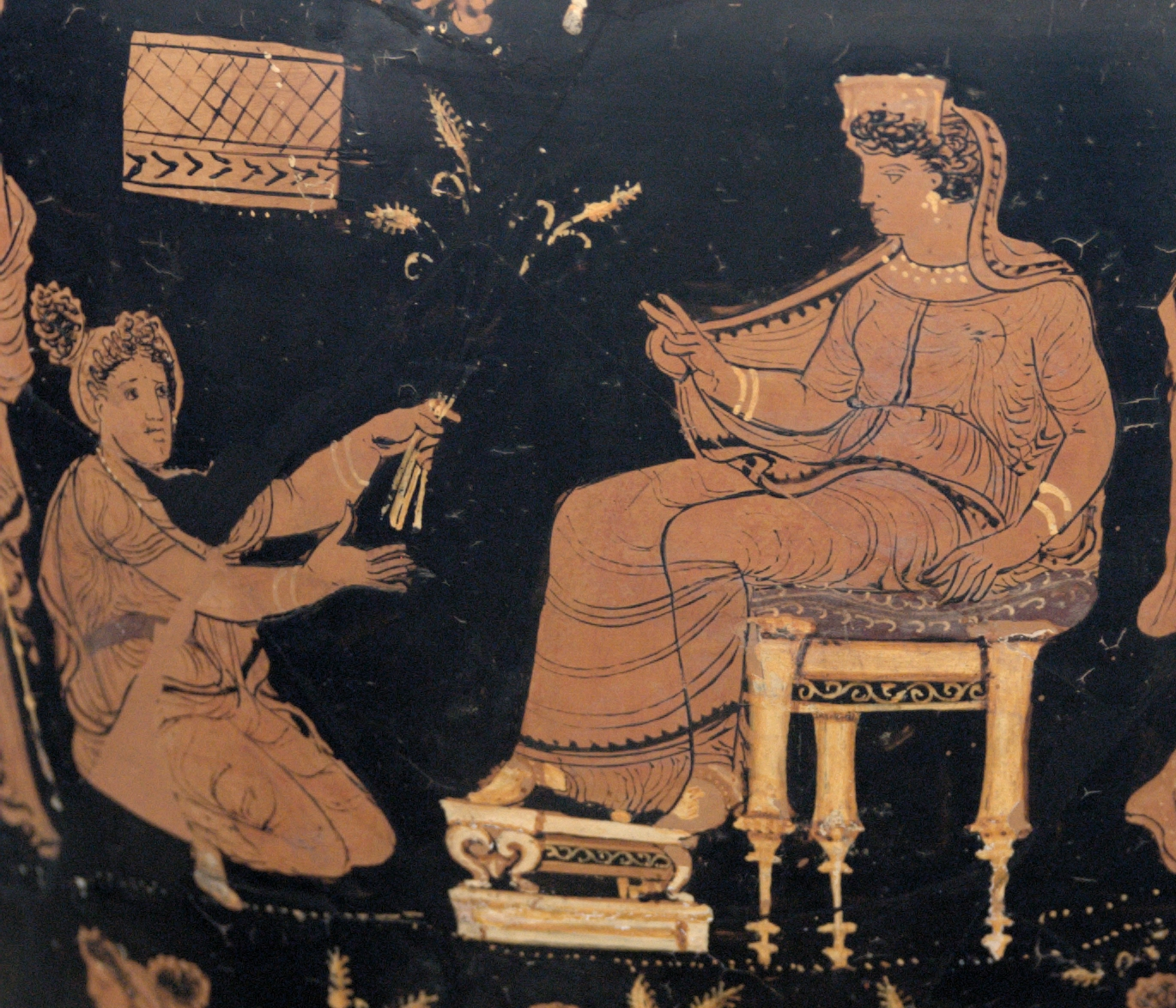
Deméter y Metanira, detalle de una hidria apulia de figuras rojas. Antikensammlung Berlin.

En la mitología griega, Metanira (en griego antiguo: Μετάνειρα) era una hija de Anfictión y de Cránae[cita requerida] que fue reina de Eleusis por su matrimonio con Céleo (un personaje del Ática considerado autóctono).
Cuando la diosa Deméter buscaba por todo el mundo a su hija Perséfone (que había sido raptada por el dios Hades), llegó a aquel reino metamorfoseada en una anciana que se hacía llamar Deó y fue recibida hospitalariamente en la mansión real. Metanira la encargó de la atención al bebé Demofonte, recién nacido. Para entonces, Metanira había tenido ya con su marido tres hijos varones (llamados Abante, Triptólemo y el citado Demofonte) y cuatro hijas (Calítoe, Calídice, Clesídice y Demo).
Agradecida por la hospitalidad con que la familia real la había recibido, Deméter decidió que haría inmortal al recién nacido, cuyo cuidado se le encomendaba. Para conseguirlo, lo alimentó con ambrosía (el alimento de los dioses olímpicos, que hacía innecesario cualquier otro nutriente) y lo sometió por las noches a un ritual de fuego con el que se proponía quemar el componente mortal propio de todo ser humano. Accidentalmente, Metanira apareció en las dependencias en que se estaba celebrando el rito y, asustada al ver a su hijo sobre las llamas, empezó a gritar desesperadamente, rompiendo el hechizo. La diosa, según se relata en los Himnos homéricos, censuró a Metanira su conducta con estas palabras: 

¡Humanos ignorantes, incapaces de discernir lo bueno y lo malo que os espera [...] Iba a hacer a tu hijo inmortal y desconocedor de la vejez. Ahora, ya no es posible que escape a la muerte y a la fatalidad del destino.

En otra versión, el hijo de Metanira al que quiso hacer inmortal Deméter no era Demofonte sino su hermano Triptólemo.